# وشي
 آشي ، هي قرية من فئة (ب) تقع في محافظة المجمعة، والتابعة لمنطقة الرياض في السعودية. وتبعد وشي عن محافظة المجمعة بمسافة تقارب (١٠) كم.

## اشي أو وشي عند الشعراء
يقول زياد بن منقذ:
يقول عبده بن الطيب:

| إن كنت تجهل مسعاتي فقد علمت |  | بنو الحويرث مسعاتي وتكراري   |
| والحي يوم آشي إذا لم يهم    |  | يوم من الدهر إن الدهر مرار   |
| لولا بجوده والحي الذين بها  |  | أمسى المزالف لا تذكر بها نار |

## انظر ايضاً
- المجمعة

## وصلات خارجية
- لمحات تاريخية عن المجمعة.